# Walter Schoonjans
Walter Schoonjans (Gent, 1 september 1956) is een voormalig Belgisch wielrenner. Hij was beroepsrenner tussen 1979 en 1984.

## Belangrijkste overwinningen
1976
- 2e etappe Circuit Franco-Belge
- 4e etappe Deel B Circuit Franco-Belge

1980
- Beveren-Leie

1981
- Schaal Sels
- Omloop Wase Scheldeboorden

1982
- Omloop Wase Scheldeboorden

1983
- Nokere Koerse

## Resultaten in voornaamste wedstrijden
| Jaar | Ronde van Italië | Ronde van Frankrijk | Ronde van Spanje |
| ---- | ---------------- | ------------------- | ---------------- |
| 1979 |                  |                     |                  |
| 1980 |                  |                     |                  |
| 1983 | opgave           |                     |                  |
| 1984 |                  |                     |                  |

| Jaar | Milaan-San Remo | Gent-Wevelgem |
| ---- | --------------- | ------------- |
| 1979 |                 | 49e           |
| 1980 | 83e             | 13e           |
| 1983 |                 |               |
| 1984 |                 | 23e           |